# Département de la Défense (Irlande)
Le département de la Défense (Department of Defence, An Roinn Cosant) est le département chargé de la préservation de la paix et de la sécurité en Irlande. Le département est dirigé par le ministre de la Défense, assisté d'un secrétaire d'État.